# Beata (Operette)
Beata ist eine Operette in einem Akt von Stanisław Moniuszko mit einem Libretto von Jan Chęciński.

## Handlung
Da bislang keine Tonaufnahmen und aktuelle Inszenierungen bekannt sind, Literatur und Web zur Operette sehr spärlich sind (s. Rezeption), ist eine Synopsis momentan nicht möglich.

## Gestaltung

### Musik
Stanislaw Moniuszko bezeichnete Beata als Operette. In vielen Kritiken wurde sie jedoch später als Oper bezeichnet. Ein Artikel in der Zeitung „Dziennik Warszawaski“ begründet: „Wir nennen Beata eine Oper und nicht eine Operette, weil wir diese wunderschöne, mit einem höheren Talent geprägte Partitur von den mittelmäßigen Werken von Offenbach und Suppé unterscheiden wollen. Diese sind auch einaktig und humoristisch, jedoch können sie keinesfalls mit Beata auf Augenhöhe verglichen werden.“

### Libretto
Jan Chęciński konzipierte sein Libretto als Operette in einem Akt.

## Geschichte

### Entstehung
Die erste Erwähnung über den Entstehungsprozess kann in der „Gazeta Warszawska“, (10. Oktober 1871, Nr. 223) gelesen werden: „Zurzeit arbeitet Moniuszko an einer einaktigen Oper unter dem Titel Beata […] Die Anhängern guter Musik erwarten das neue Werk unseren Maestros mit Ungeduld.“
Die Uraufführung fand am 2. Februar 1872 im Teatr Wielki (Warschau) in der Besetzung E. Suszyński (als Maurycy), M. Wojakowska (als Beata), J. Prochazka (als Sir Max Pepperton), A. Kozieradzki (Hans), H. Majeranowska (Dorota), A. Ziółkowski (als Volsey) W. Rybicka (als Agata) und A. Grabowska (als Urszula).

### Rezeption
Nach der Uraufführung urteilte der Warschauer Kurier Codzienny am 3. Februar 1872: „Die schon seit langem erwartete neue Oper […] wurde gestern uraufgeführt. Wie alle Opern unseres Komponisten, so wurde auch Beata vom Publikum mit großer Sympathie empfangen. […] Diese Oper ist eine komische in allen ihrer Dimensionen, jedoch zwingen die Situationen nicht dringend zum Lachen“. Die Gazeta Polska betonte am gleichen Tag, wie winzig die Ideen des Librettos seien und wie sehr das Dramatische im Werk fehle. Nach ein paar weiteren Aufführungen folgte am 14. Februar 1872 in der Gazeta Warszawska  schließlich der erste offensichtliche Angriff gegen diese Operette: „[…] Wenn man sich diese Oper anhört, die als komische vorgegeben wurde, könnte man wirklich weinen aufgrund der armen Idee des Herrn Chęciński und noch mehr aufgrund der Flachheit und der Geschmacklosigkeit von Konzepten, die den Witz zu ersetzen haben. […]“

## Diskografie
- Wojciech Rajski (Dirigent): Beata mit Radomska, Mikolajczyk, Rudnicka, Kryger, Swidzinski, Godlewski, Macias, dem Orchester des Polskie Radio. Live-Mitschnitt des Euroradio-Konzerts vom 22. Mai 2003 im Witold Lutosławski Konzertstudio des Polskie Radio in Warschau. CD Euroradio, 2003